# Língua mbula
Mbula (também chamada Mangap-Mbula, Mangaaba, Mangaawa, Mangaava, Kaimanga) é uma língua  Austronésia falada por cerca de 4.500 pessoas na ilha Umboi e na ilha Sakar em Morobe na Papua-Nova Guiné .

## Fonologia

### Consoantes
|                                 | Bilabial | Dental/Alveolar | Velar |  |
| ------------------------------- | -------- | --------------- | ----- |  |
| Oclusiva oral surda             | p        | t               | k     |  |
| Oclusiva oral sonora            | b        | d               | ɡ     |  |
| Oclusiva pré nasalizada sonoral | mb       | nd              | ŋɡ    |  |
| Fricativa surda                 |          | s               |       |  |
| Fricativa sonora                |          | z               |       |  |
| Nasal                           | m        | n               | ŋ     |  |
| Lateral                         |          | l               |       |  |
| Vibrante                        |          | r               |       |  |
| Semivogais                      | w        | j               |       |  |

A consoante /b/ é percebida como [β] quando entre vogais. As oclusivas pré-nasalizadas, quando requerem duas unidades fonéticas, existem como se fossem uma única unidade fonêmica. A semi-vogal palatal /j/ é tratada como sendo como sendo levemente vocálica numa análise morfo-fonêmica, enquanto a semi-vogal lábio-velar /w/é analisada como consoante. Todas as plosivas surdas, /p t k/, podem também ser pronunciadas com um nasal surda quando no final de palavra.  Todas velares são frontais ou posteriores dependendo da vogal imediatamente contígua dentro de uma mesma sílaba. /t/ é palatizada para uma surda, laminal ou pós-alveolar plosiva quando seguida por fonema limite e /i/.

### Vogais
Mbula tem  cinco fonemas vogais. As vogais frontais são não arredondadas e as posteriores são arredondadas. /i/ e /u/ podem ser tensas ou livres.  /e/ pode ser parcialmente fechada tensa e parcialmente aberta livre. Todas as vogais podem se apresentar curtas ou longas, sendo isso interpretado na fonologia mais como um sequência de duas vogais do que sendo reais fonemas longos. Duas vogais fechadas /i/ e /u/ se abrem ligeiramente quando seguidas por /e/, /o/ ou /a/.
|         | Frontal | Central | Posterior |
| ------- | ------- | ------- | --------- |
| Fechada | i       |         | u         |
| Média   | e       |         | o         |
| Aberta  |         | a       |           |

O comprimento da vogal é constante como pode ser visto nos exemplos seguintes 
[molo] - longo
[moːlo] – uma espécie de formiga
[mbili] – animal doméstico
[mbiːli] – novo broto de uma planta
[ipata] – 3ª pessoa singular – é pesado
[ipaːta] - 3ª pessoa singular – lê (vb. Ler)